# Černskij rajon
Il Černskij rajon (in russo Чернский район?) è un rajon dell'Oblast' di Tula, in Russia. Istituito nel 1924, il capoluogo è Čern'.